# Quentin Pottiez
Quentin Pottiez (15 mei 1991) is een Belgisch voetballer die bij voorkeur als middenvelder speelt.

## Carrière
Pottiez ruilde als tiener de jeugdopleiding van Excelsior Moeskroen voor die van RC Lens. In juni 2011 haalde toenmalig neo-eersteklasser RAEC Mons hem terug naar België. Op 30 juli 2011 maakte hij z'n profdebuut: op de openingsspeeldag van de Jupiler Pro League liet trainer Dennis van Wijk hem in het 1-1-gelijkspel tegen Standard Luik een paar minuten voor het einde van de reguliere speeltijd invallen. Zijn eerste basisplaats kreeg hij pas op 3 maart 2012 in de competitiewedstrijd tegen Beerschot AC.
Pottiez verdween na zijn debuutseizoen bij Mons naar de achtergrond, waarop zijn contract in juni 2013 in onderling overleg ontbonden werd. Na een seizoen zonder club droeg hij in het seizoen 2014/15 het shirt van derdeklasser RFC Tournai, waarmee hij op het einde van het seizoen naar Vierde klasse zakte. Pottiez kwam in het seizoen 2015/16 ook uit in Vierde klasse, maar wel als speler KSC Toekomst Menen. Ook hier bleef hij maar een seizoen, want in de zomer van 2016 streek hij neer bij de kersverse fusieclub Royal Entente Acren Lessines.
Het vertrek van Pottiez bij Acren Lessines betekende ook het einde van zijn carrière in het nationale voetbal. De voormalige jeugdinternational speelde daarna nog voor provincialers AS Montkainoise, ASC Havinnes, RFC Hérinnes en CS Taintignies.

## Clubstatistieken
| seizoen | club               | land               | competitie             | weds | goals |
| ------- | ------------------ | ------------------ | ---------------------- | ---- | ----- |
| 2010/11 | RC Lens B          | Vlag van Frankrijk | CFA                    | 15   | 0     |
| 2011/12 | RAEC Mons          | Vlag van België    | Jupiler Pro League     | 8    | 0     |
| 2012/13 | RAEC Mons          | Vlag van België    | Jupiler Pro League     | 0    | 0     |
| 2013/14 |                    |                    |                        |      |       |
| 2014/15 | RFC Tournai        | Vlag van België    | Derde klasse A         | 25   | 1     |
| 2015/16 | KSC Toekomst Menen | Vlag van België    | Vierde klasse A        |      |       |
| 2016/17 | RE Acren Lessines  | Vlag van België    | Tweede klasse am. ACFF |      |       |
|         |                    |                    | Totaal                 | 48   | 1     |

laatst bijgewerkt 02-12-24